# Řecké námořnictvo
Řecké námořnictvo (Πολεμικό Ναυτικό) je částí ozbrojených sil Řecka. V letech 1833–1924 a 1936–1973 se jmenovalo Královské řecké námořnictvo.

## Historie

### Boj za nezávislost

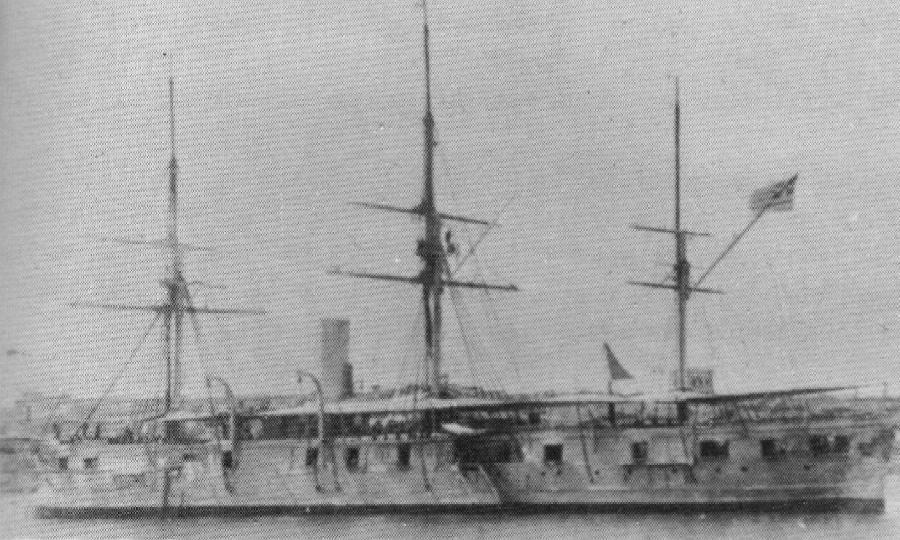
Obrněná loď Vasilissa Olga

Řecké námořnictvo hrálo důležitou roli ve osvobozenecké válce proti Osmanské říši v letech 1821–1829. Od té doby vývoj námořnictva ovlivňovala řecko-turecká rivalita. Zatímco v šedesátých a sedmdesátých letech 19. století Osmanské námořnictvo mohutně posilovalo, řecké získalo pouze dvě velké jednotky Vasilefs Georgios a Vasilissa Olga, doplněné o křižník Nauarchos Miaoulis. V době krétského povstání v letech 1866–1868 tak bylo příliš slabé a omezilo se zejména na přepravu materiálu a dobrovolníků. Po balkánské krizi roku 1885 námořnictvo posílily tři bitevní lodě třídy Hydra, doplněné torpédovými a dělovými čluny. Pro námořnictvo bylo výhodné i otevření Korintského průplavu roku 1893. Za řecko-turecké války v roce 1897 posílené řecké námořnictvo dominovalo Egejskému moři, ale řecké porážce na zemi nezabránilo.

### Balkánské války

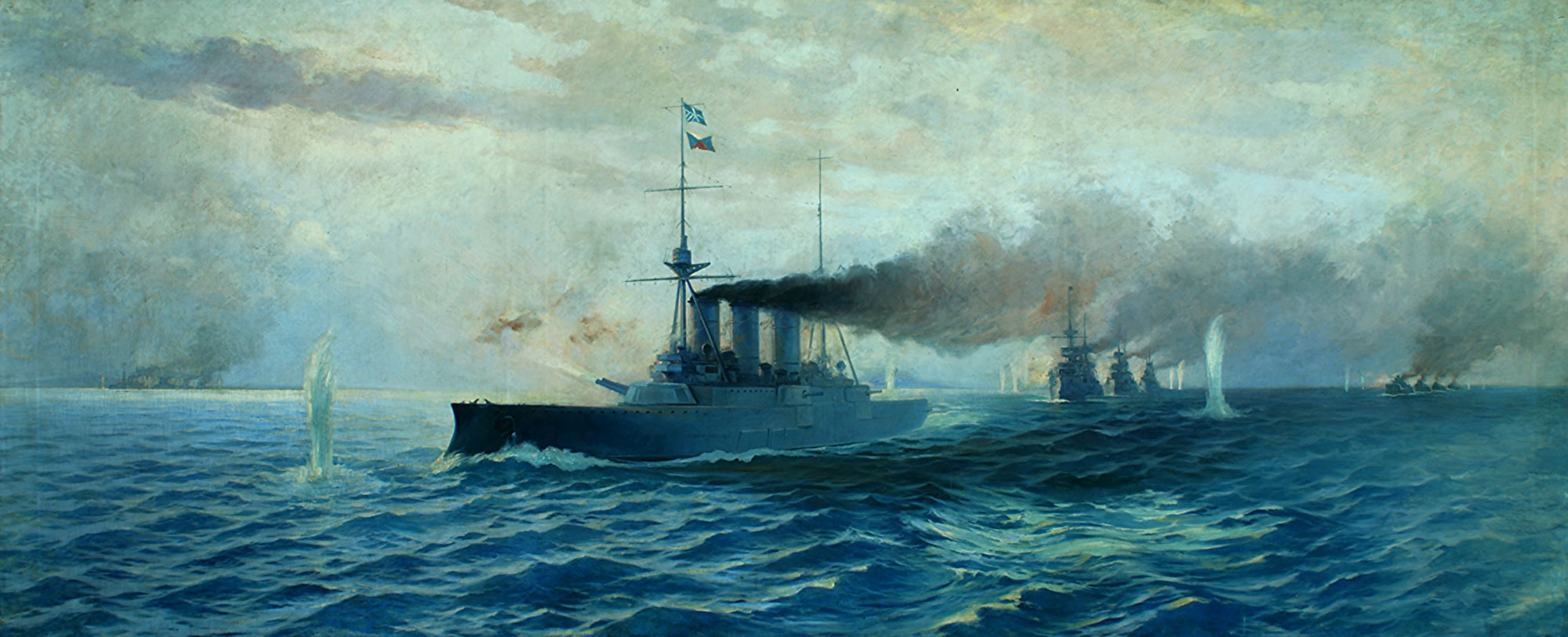
Bitva u Elli. V čele pluje řecký pancéřový křižník Georgios Averof

Na počátku 20. století na Balkáně rostlo napětí a tamní státy mezi sebou závodily ve zbrojení. Osmanské námořnictvo bylo po válce z roku 1897 modernizováno, na což zareagovalo i Řecko. V letech 1906–1907 námořnictvo získalo osm torpédoborců postavených ve Velké Británii (třída Thyella) a Německu (třída Niki). Další výrazné posílení umožnil finanční dar podnikatele Georgia Averofa, využitý na stavbu moderního pancéřového křižníku Georgios Averof, patřící k italské třídě Pisa. Dále byly zakoupeny čtyři argentinské torpédoborce třídy Aetos a dva torpédoborce německé třídy V 1, postaveny dvě ponorky třídy Delfin, šest torpédových člunů třídy Aigli, devět obchodních lodí bylo upraveno na pomocné křižníky a staré bitevní lodě třídy Hydra dostaly modernější výzbroj.
Výrazná modernizace námořnictva proběhla právě na prahu balkánských válek. V roce 1912 vypukla první balkánská válka, ve které Řecko bojovalo proti Osmanské říši. Řecké námořnictvo vedl kontradmirál Paul Kountouriotis. Pod jeho vedením v prosinci 1912 zvítězilo v bitvě u Elii a v lednu 1913 v bitvě u Lemnosu. Během balkánské války se proslavil křižník Georgios Averof.

### První světová válka

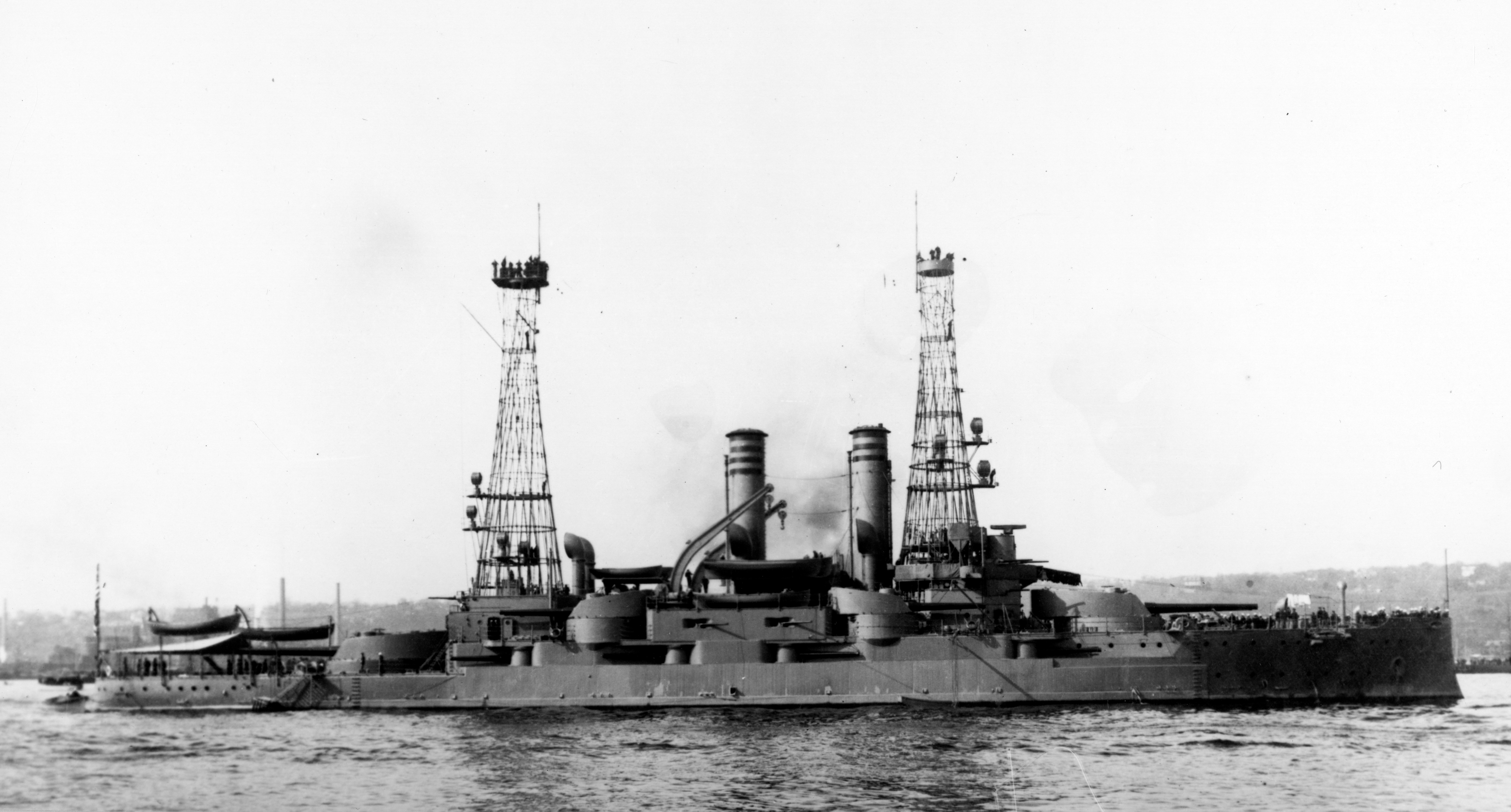
Řecká bitevní loď Kilkis

Součástí dalšího rozvoje námořnictva měly být i dva dreadnoughty. Roku 1912 byla u německé loděnice AG Vulcan objednána bitevní loď Salamis a roku 1914 ve Francii bitevní loď Vasilefs Konstantinos. Kvůli vypuknutí první světové války nebyla ani jedna dokončena. Dodána nebyla ani další plavidla objednaná ve Velké Británii. Dva lehké křižníky byly dokončeny jako britská třída Birkenhead a čtyři torpédoborce jako britská třída Medea. Roku 1914 však námořnictvo získalo pro Čínu postavený chráněný křižník Elli a dva téměř nové predreadnoughty americké třídy Mississippi, přejmenované na Kilkis a Lemnos.
Na počátku první světové války Řecko zachovalo neutralitu a odmítlo britskou výzvu k vystoupení proti Turecku po boku Bulharska (se kterým se o rok dříve střetlo v druhé balkánské válce). V zemi se střetávaly dva dominantní proudy. Neutralitu země podporovala konzervativní germanofilská pravice vedená řeckým králem Konstantinem I., přičemž vstup do války na straně Dohody podporovali liberálové vedení premiérem Venizelem. Konflikt narostl po obsazení Soluně vojsky Dohody v říjnu 1915 a vyvrcholil vynuceným předáním plavidel řeckého námořnictva Dohodovým mocnostem v říjnu 1916. Řada plavidel, včetně křižníku Elli, od té doby sloužila pod francouzskou vlajkou. Naopak bitevní lodě Kilkis, Lemnos a pancéřový křižník Georgios Averof byly odzbrojeny (odstraněny závěry děl a munice) a ponechány se silně redukovanou posádkou. Dohodová námořnictva rovněž v Řecku využívala řadu základen (Korfu, Lemnos, zátoka Mudros či zátoka Suda).
Řecká ústavní krize skončila abdikací krále Konstantina I., nástupem jeho syna Jiřího II. a ustavením prodohodové vlády vedené premiérem Venizelem. Do války se Řecko zapojila 2. července 1917. Po válce Řecko získalo několik plavidel od námořnictev Ústředních mocností. Jednalo se o rakousko-uherský torpédoborec třídy Huszár SMS Ulan, tří rakousko-uherské torpédovky třídy 82F a dvě torpédovky turecké třídy Akhisar.

### Řecko-turecká válka
Za řecko-turecké války v letech 1919–1922 řecké námořnictvo podporovalo pozemní síly, hlídkovalo a nakonec se zapojilo do evakuace poražené řecké armády a civilistů (250 000 osob). Na moři jej nikdo neohrožoval, neboť turecké námořnictvo, které nahradilo námořnictvo osmanské v pozici hlavního řeckého rivala, bylo od konce světové války internováno.

### Druhá světová válka

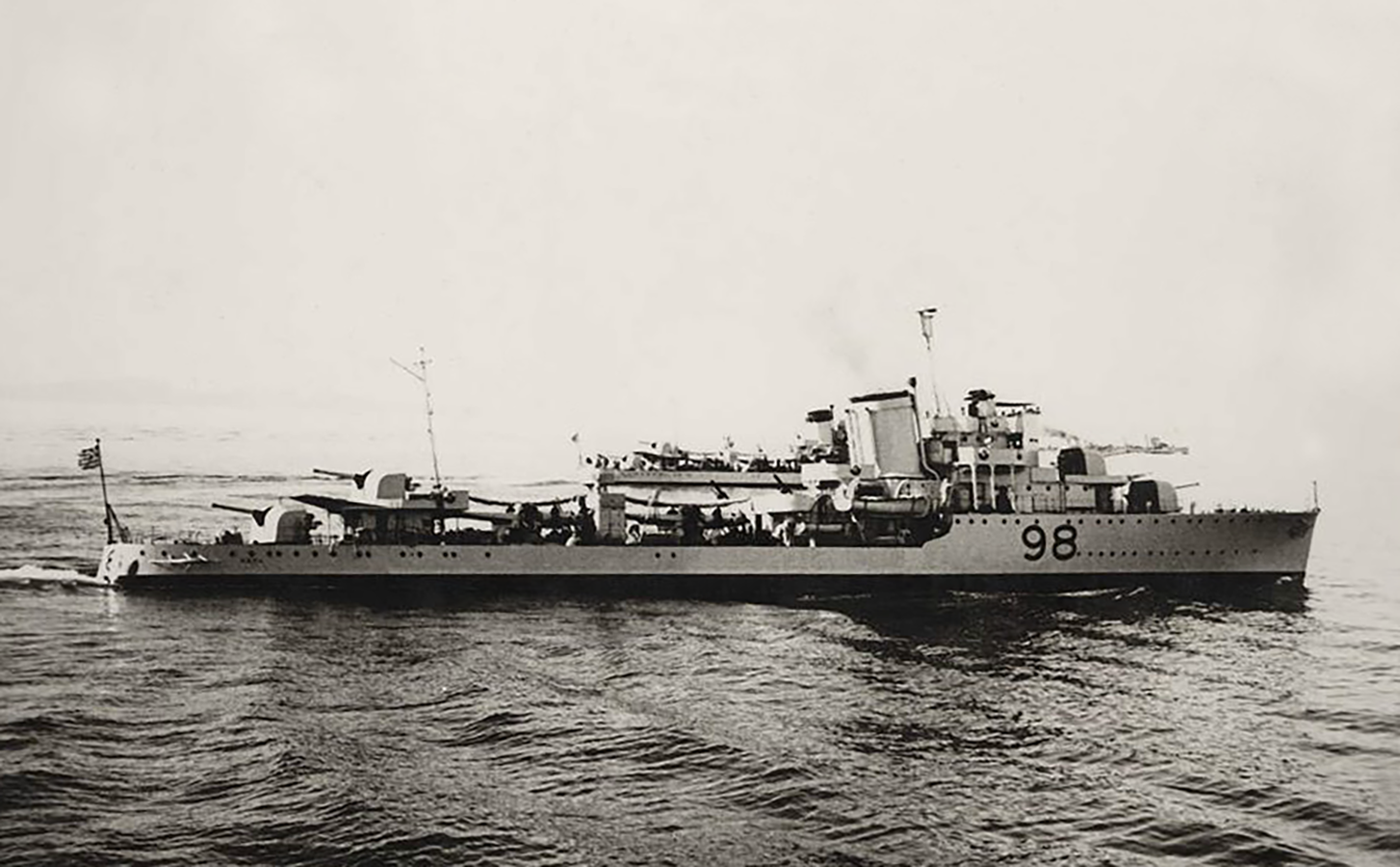
Řecký torpédoborec Psara byl 20. dubna 1941 poblíž Athén potopen německými a italskými bombardéry

Dne 15. srpna 1940 potopila italská ponorka Delfino řecký minový křižník Elli, kotvící na ostrově Tinos. Italové tehdy s Řeckem nevedli válku, ale podnikali proti zemi sérii provokací. Útok byl o to odsouzeníhodnější, že byl proveden ve významný svátek řecké pravoslavné církve – v den Nanebevzetí Panny Marie. Oficiální komuniké řecké vlády sice pravilo, že křižník byl „potopen ponorkou neznámého původu“, nicméně řecké obyvatelstvo všeobecně tušilo pod jakou vlajkou tato ponorka slouží. Italsko-řecká válka vypukla v říjnu 1940, kdy italská vojska vtrhla do Řecka z území obsazené Albánie. V dubnu 1941 se do války proti Řecku zapojilo také Německo. Většina řeckého námořnictva unikla do Alexandrie. Bitevní lodě Kilkis a Lemnos, již využívané jen v pomocných rolích, v dubnu 1941 potopila Luftwaffe. V říjnu 1944 se námořnictvo vrátilo do Řecka. V tomto období Velká Británie zapůjčila řeckému námořnictvo řadu nových plavidel. Jednalo se například o jeden torpédoborec třídy B, jeden třídy E, tři eskortní torpédoborce třídy Hunt II, pět třídy Hunt III, čtyři korvety třídy Flower, dvě ponorky třídy U, čtyři ponorky třídy V a řadu minolovek, hlídkových člunů a dalších plavidel. Po válce země v rámci reparací získala italský lehký křižník Elli (ex Eugenio di Savoia).

### Studená válka
V letech 1947–1949 se německou okupací poznamenanou zemí přehnala občanská válka. Řecká vláda požádala Spojené státy americké o finanční a hospodářskou pomoc. Součástí roku 1947 vyhlášené Trumanovy doktríny byly i dodávky druhoválečných plavidel pro řecké námořnictvo. Roku 1951 námořnictvo získalo dva torpédoborce třídy Gleaves a čtyři fregaty třídy Cannon, které v letech 1957–1958 následovaly dvě ponorky třídy Gato, v letech 1959–1962 šest torpédoborců třídy Fletcher (později ještě dva) v letech 1965 a 1972 dvě ponorky třídy Balao, roku 1972 ponorka třídy Tench a v letech 1971–1981 ještě jeden torpédoborec třídy Allen M. Sumner a sedm třídy Gearing. Početná byla rovněž výsadková a menší bojová plavidla. Mimo jiné torpédové čluny. Šest nových jednotek třídy Tjeld doplnily původně německé čluny tříd Silbermöwe a Seeadler.
Roku 1952 země vstoupila do NATO. Na rivalitě s Tureckem to však nic nezměnilo. Častým zdrojem sporů byly řecké ostrovy nacházející se v blízkosti tureckého pobřeží a vymezení výlučné ekonomické zóny. Napětí narostlo po objevu ložisek surovin v tamním šelfu. Dalším zdrojem sporů byl status Kypru. Zatímco Řecko preferovalo nějakou formu jeho připojení (Enosis), Turecko prosazovalo nezávislost ostrova. Vyhlášení Kyperské republiky v roce 1960 situaci neuklidnilo a pozdější občanská válka vedla k intervenci ozbrojených sil obou států. V roce 1974 Turecko na ostrov provedlo invazi, čímž vznikl de facto stát Severní Kypr. Řecko v reakci na to v letech 1974–1981 opustilo vojenské struktury NATO. V 70.–80. letech námořnictvo výrazně posílily německé ponorky (osm Typu 209) a raketové čluny (čtyři třídy La Combattante II a deset třídy La Combattante III), vhodné pro operace v ostrovy překypujícím Egejském moři. V 80. letech země řešila náhradu za zastarávající druhoválečná plavidla. Snaha o rozvoj domácích loděnic byla silně limitována nedostatkem financí. Z Nizozemska byly získány dvě rozestavěné fregaty třídy Kortenaer, zařazené jako třída Elli. Řadu moderních plavidel se nakonec podařilo získat po skončení studené války z přebytků spojeneckých námořnictev. V letech 1991–1992 získalo čtyři americké raketové torpédoborce třídy Charles F. Adams a tří fregaty třídy Knox. V letech 1993–2003 bylo z Nizozemska získáno osm nadbytečných fregat třídy Kortenaer. V letech 1992–1998 navíc námořnictvo posílily čtyři fregaty třídy Hydra, z nichž tři postavily řecké loděnice.

### Současnost
Modernizaci námořnictva komplikoval dlouhodobý nedostatek financí. Například roku 1998 byly objednány čtyři ponorky německého Typu 214, jejichž stavba proběhla v letech 2001–2016. Rovněž akvizice sedmi raketových korvet třídy Roussen zabrala dvacet let (2002–2022). V letech 2019–2022 námořnictvo získalo tři podpůrná plavidla (Atlas I, Iraklis a Aias) jako dar od podnikatele Panose Laskaridise. Roku 2020 námořnictvo získalo od USA darem čtyři hlídkové čluny amerického typu Mark V Special Operations Craft.

## Současné složení řeckého námořnictva

### Ponorky

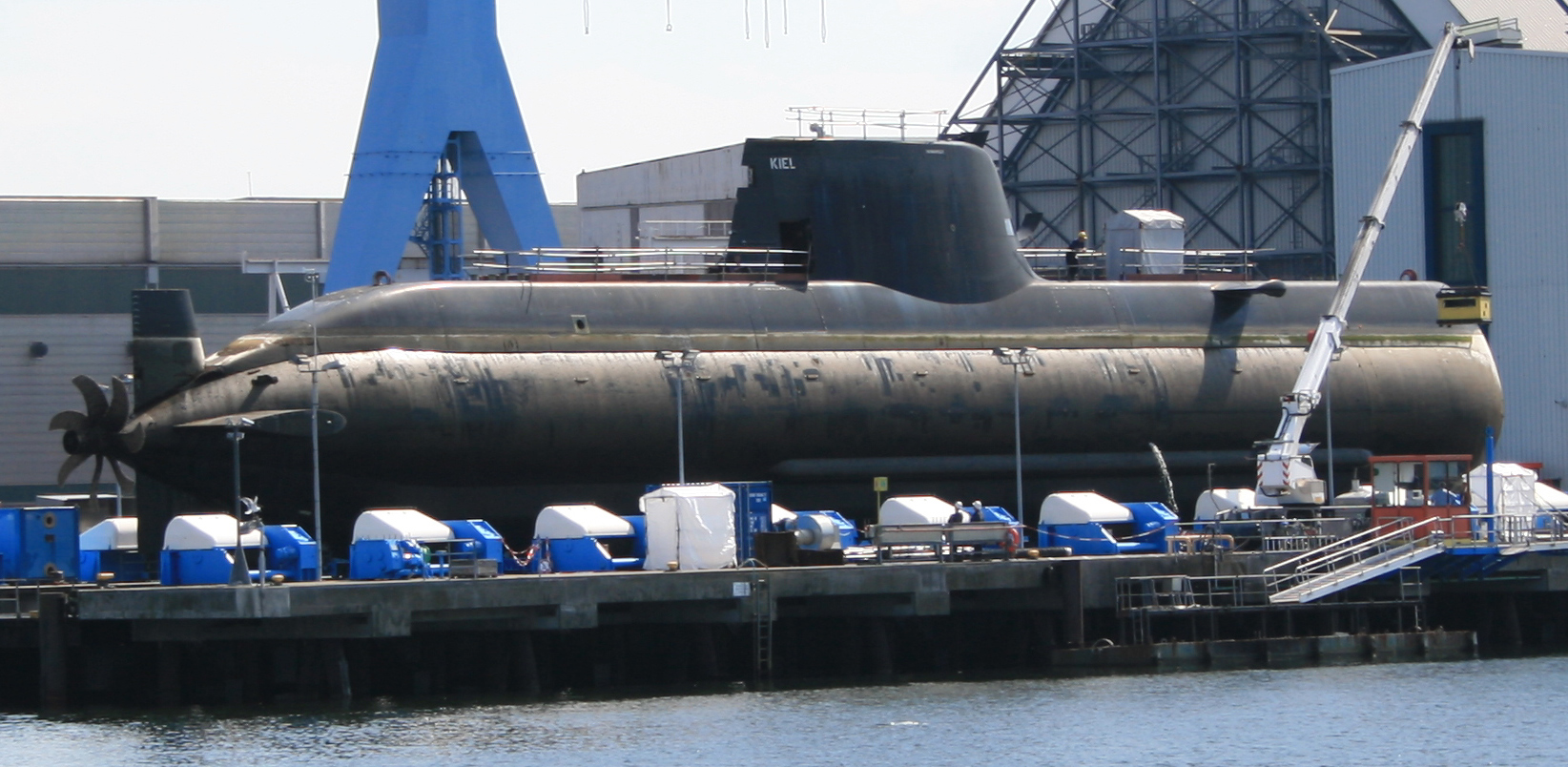
Ponorka Papanikolis

- Typ 214
  - Papanikolis (S-120)
  - Pipinos (S-121)
  - Matrozos (S-122)
  - Katsonis (S-123)

- Typ 209/1200 – Třída Poseidon
  - Poseidon (S-116)
  - Amfitriti (S-117)
  - Okeanos (S-118)
  - Pontos (S-132)

- Typ 209/1100 – Třída Glaukos
  - Nereus (S-111)
  - Triton (S-112)

### Fregaty

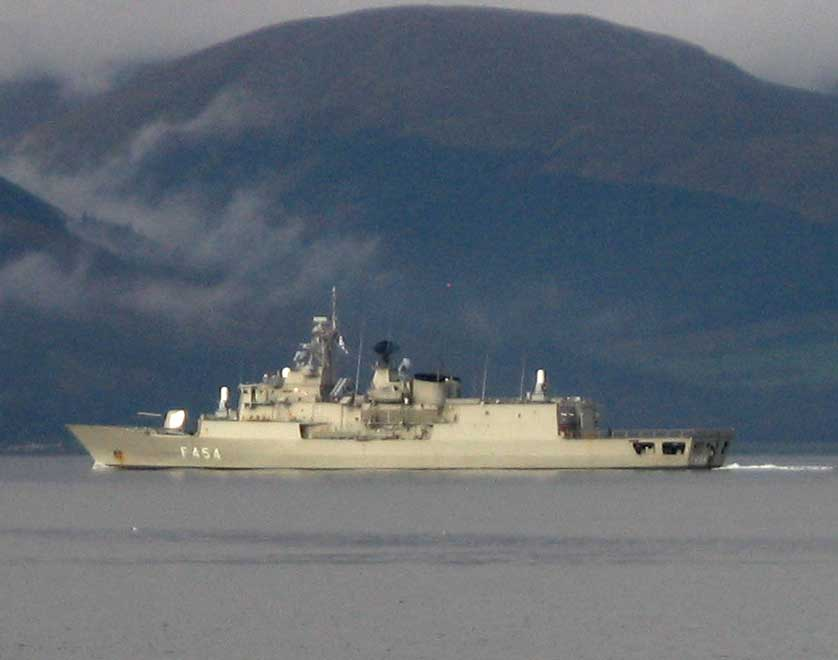
Fregata Psara

- Třída Hydra
  - Hydra (F-452)
  - Spetsai (F-453)
  - Psara (F-454)
  - Salamis (F-455)

- Třída Elli
  - Elli (F-450)
  - Limnos (F-451)
  - Adrias (F-459)
  - Aegeon (F-460)
  - Navarinon (F-461)
  - Kountouriotis (F-462)
  - Bouboulina (F-463)
  - Kanaris (F-464)
  - Themistoklis (F-465)
  - Nikiforos Fokas (F-466)

### Korvety

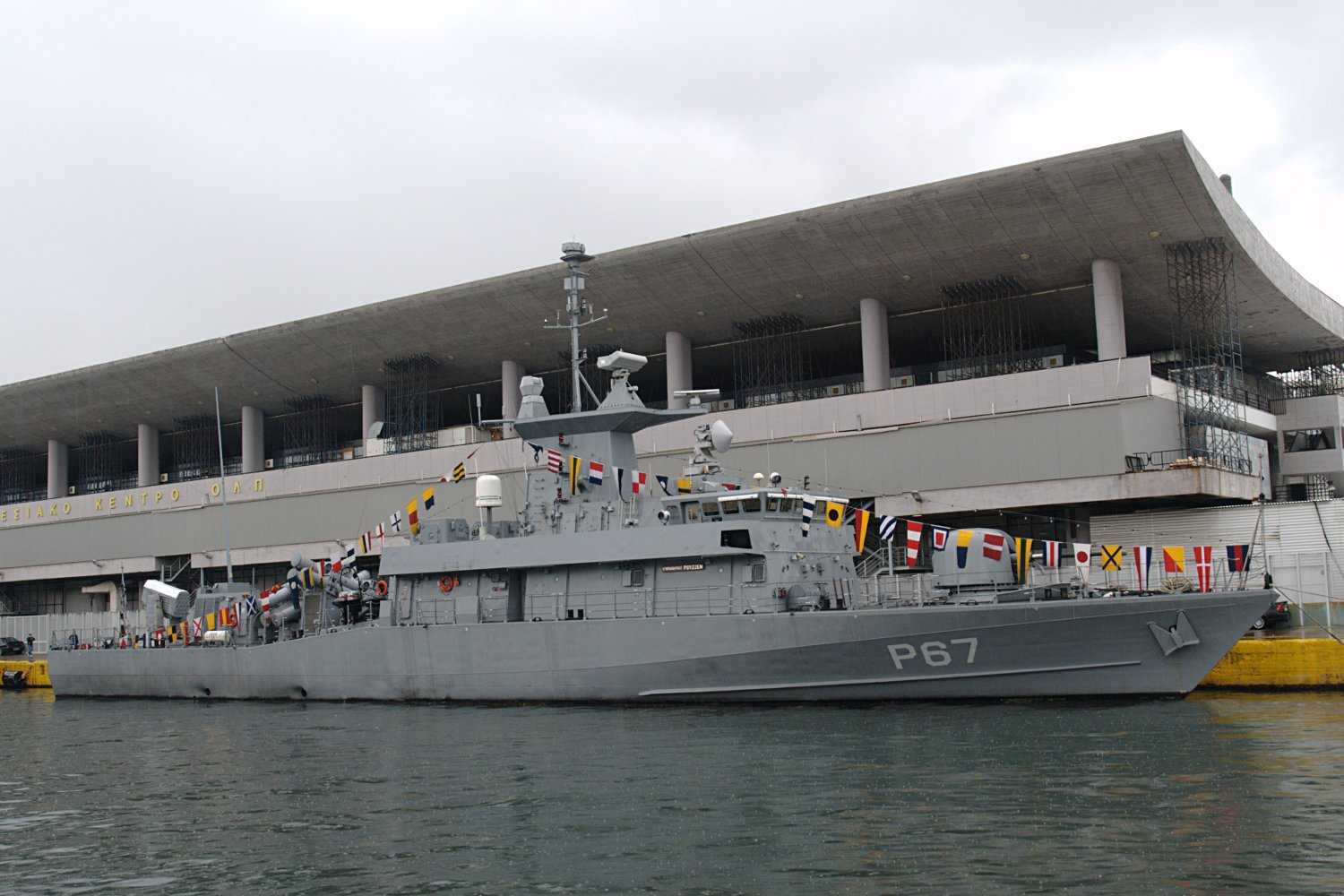
Korveta Roussen

- Třída Roussen
  - Roussen (P-67)
  - Daniolos (P-68)
  - Krystallidis (P-69)
  - Grigoropoulos (P-70)
  - Ritsos (P-71)
  - Karathanasis (P-78)
  - Vlachakos (P-79)

### Raketové čluny

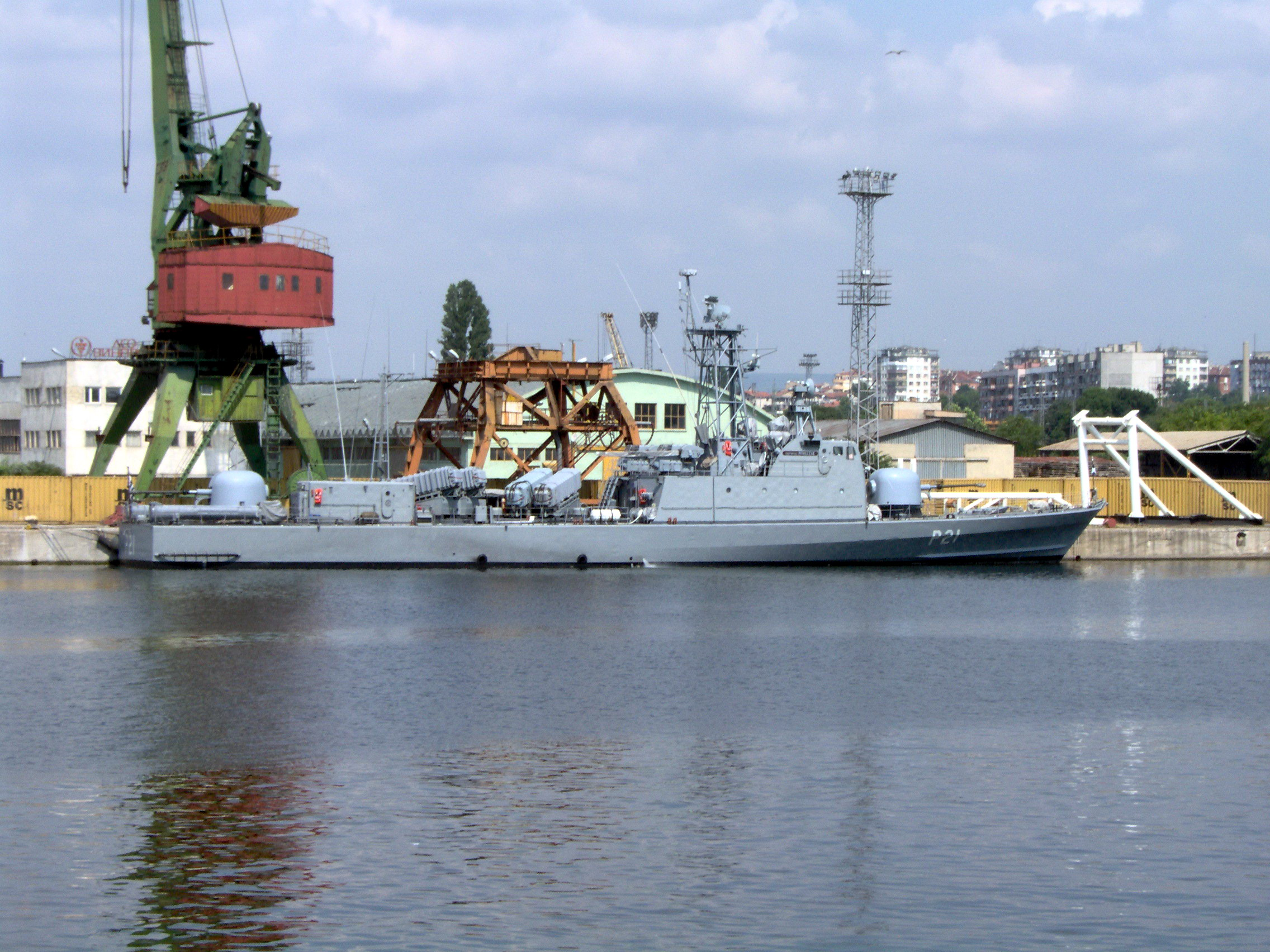
Raketový člun Blessas

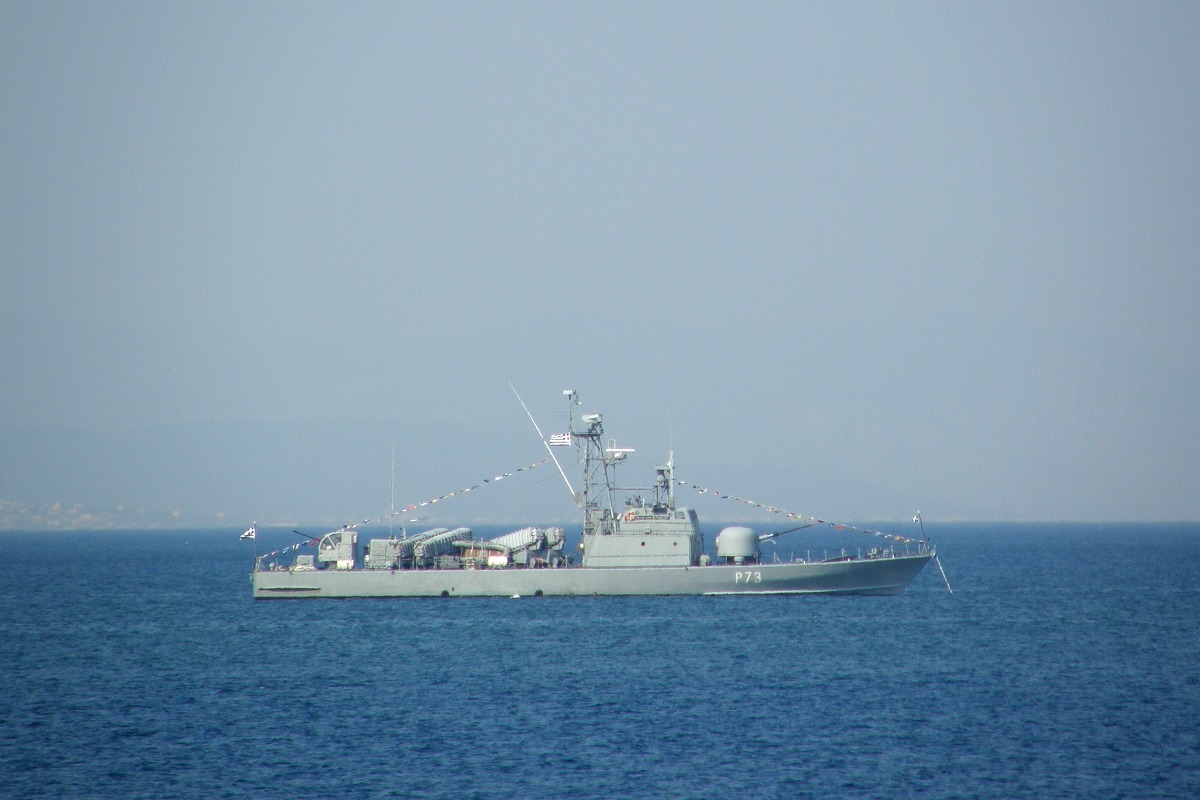
Raketový člun Pezopoulos

- Třída Kavaloudis (La Combattante IIIN)
  - Kavaloudis (P-24)
  - Degiannis (P-26)
  - Xenos (P-27)
  - Simitzopoulos (P-28)
  - Starakis (P-29)

- Třída Lascos (La Combattante IIIN)
  - Lascos (P-20)
  - Blessas (P-21)
  - Mikonios (P-22)
  - Troupakis (P-23)

- Třída La Combattante IIa
  - Votsis (P-72)
  - Pezopoulos (P-73)
  - Maridakis (P-75)

### Hlídkové lodě

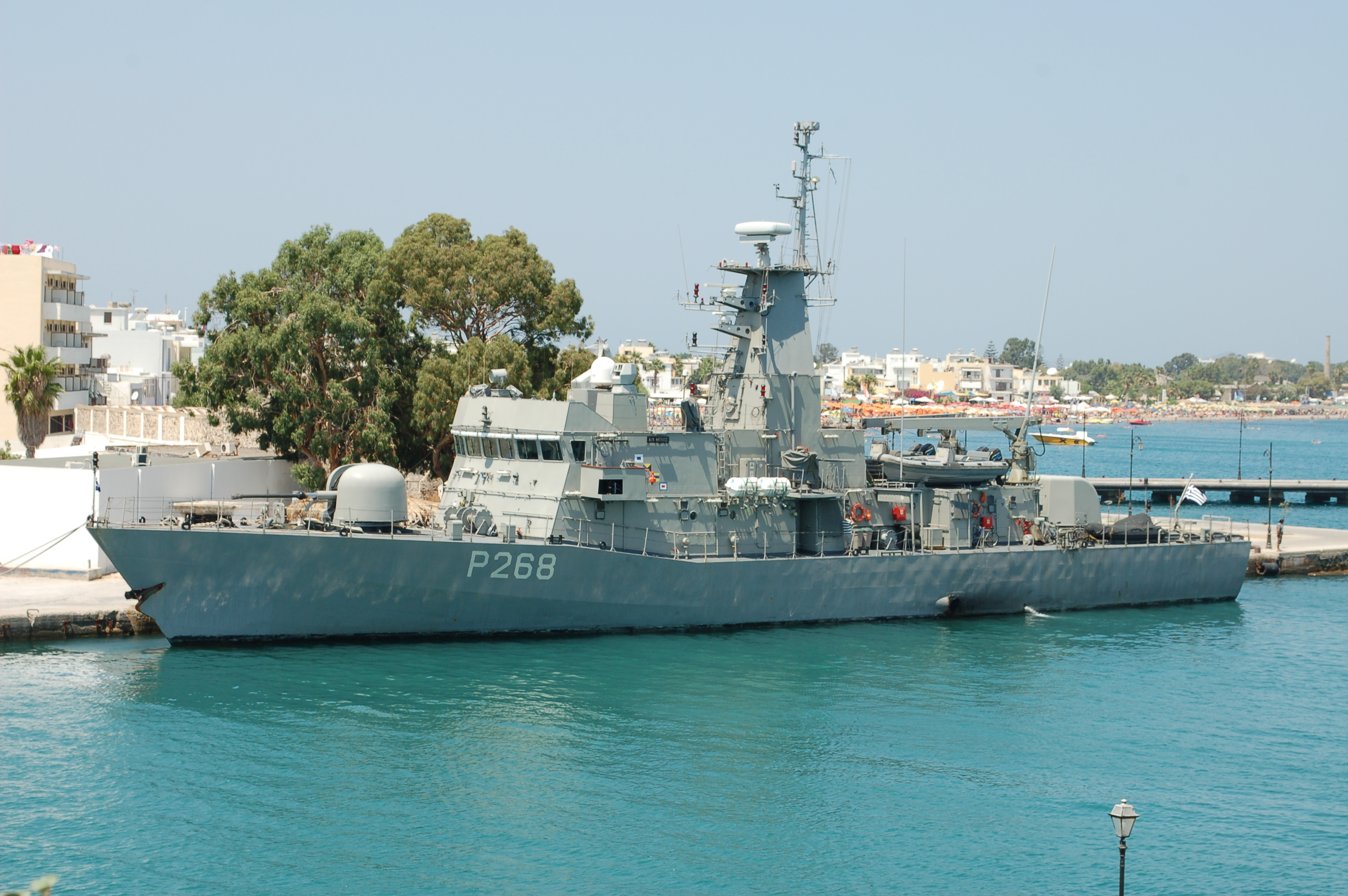
Třída HSY-56A

- Třída Armatolos (Osprey 55) (2 ks)
- Třída HSY-55 (2 ks)
- Třída HSY-56A (4 ks)
- Třída Island (4 ks)
- Mark V Special Operations Craft (4 ks)

### Minolovky
- Třída Hunt (2 ks)
- Třída Osprey (2 ks)

### Výsadkové lodě
- Třída Jason – tanková výsadková loď (5 ks)
- Projekt 1232.2 Zubr – výsadkové vznášedlo (4 ks)

### Pomocné lodě
- Třída Etna – zásobovací tanker
  - Prometheus (A-374)

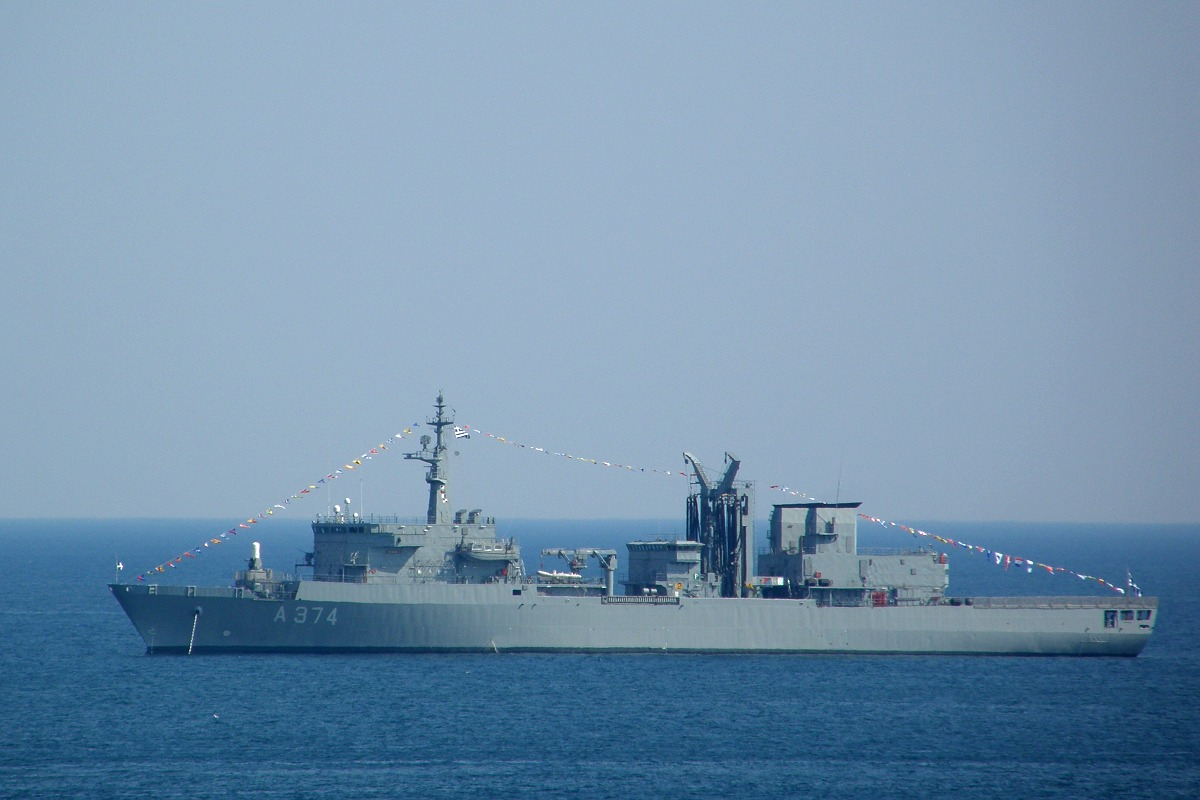
Prometheus (A-374)

- Třída Lüneburg – zásobovací tanker
  - Aliakmon (A-470)
  - Axios (A-464)

- Atlas I (A-471) – podpůrná loď (dar podnikatele Panose Laskaridise)

- Iraklis (A-472) – podpůrná loď (dar podnikatele Panose Laskaridise)

- Aias (A-473) – podpůrná loď (dar podnikatele Panose Laskaridise)

- Perseas (A-377) – podpůrná loď (dar podnikatele Panose Laskaridise)

- Kyknos I (A-484) – cvičná loď (dar podnikatele Panose Laskaridise)

## Plánované akvizice
- Třída Amiral Ronarc'h – střední fregaty (4 ks)
- Námořnictvo má zájem o získání nizozemských víceúčelových fregat třídy Karel Doorman Van Amstel (F831) a Van Speijk (F828).[10]
- Námořnictvo má zájem o získání šesti nizozemských minolovek třídy Tripartite.[10]